# Motel
Motel (američka kovanica od riječi motor + hotel) je, poput hotela, objekt za smještaj gostiju. 
Jedina bitna razlika između ta dva objekta je da su se hoteli gradili pored željezničkih kolodvora po centrima gradova, a moteli pored cesta i autocesta na prilazima gradu, ili između dvaju udaljenih gradova na potpunoj osami uz cestu.

## Povijest i karakteristike
Motel je nova riječ, iskovana u Sjedinjenim Američkim Državama 1925., usko vezana uz masovnu upotrebu automobila, koja je u SAD započela nakon Prvog svjetskog rata. 
Izvorno moteli su bili namijenjeni osobama koje putuju automobilom, s osiguranim parkirnim mjestom. Tada su građeni kao niz odvojenih soba uz parkiralište, u kojima je upravljao (i često radio) njihov vlasnik. Kad su automobili postali glavno prijevozno sredstvo 1950-ih u Sjedinjenim Američkim Državama, a nakon tog od 1960-ih i po Europi i Japanu, počeo je pravi bum izgradnje motela, koji su se gradili što je moguće bliže međudržavnim autocestama. Kako se posao s motelima širio - dobar dio tog posla, preuzele su velike korporacije, i postavile svoju organizacijsku strukturu, pa su se od 1960-ih počeli pojavljivati lanci motela, koje su te korporacije obično nudile kao franšizu lokalnim investitorima. Istovremeno se izmijenila i njihova arhitektura, postali su bitno veći i nudili veći standard usluge.
Većina današnjih motela pruža svojim gostima daleko neformalniju i opušteniju atmosferu, u odnosu na hotele, tako se između ostalog - očekuje da gost sam odnese svoju prtljagu u svoju sobu, a i mnoštvo usluga koju hoteli nude svojim gostima - po motelima ne postoji. Današnji moteli pružaju svojim gostima relativno solidan komfor, s televizijom po sobama i restoranom. Neki od motelskih lanaca - nude čak i stanovitu količinu luksuza, jer imaju bazene, igrališta i kojekakve druge sadržaje, pa ne služe više samo kao usputna svratišta za jednu noć, već se po njima gosti zadržavaju na dulje vrijeme, a često su i mjesta u kojima se organiziraju razni skupovi poput kongresa i konvencija.
Prvi moteli na tlu Hrvatske počeli su se graditi 1960-ih duž Posavske autoceste (u to vrijeme nazivanom "Autocesta Bratstva i jedinstva") između Zagreba i Beograda (dobar dio njih radi i danas), a nakon toga građeni su moteli i duž Jadranske magistrale, pa onda i uz druge važne prometnice.

## Vanjske poveznice
- Motel na portalu Encyclopædia Britannica